# Parapara (fleuve)
Pour les articles homonymes, voir Parapara.

Le fleuve Parapara  est un  cours d’eau région de Tasman dans l’Île du Sud de la  Nouvelle-Zélande.

## Géographie
Il s’écoule en général vers le nord à partir de sa source située dans le Parc national de Kahurangi, atteignant la Golden Bay au niveau du petit village de 'Parapara', à 5 kilomètres au sud de la ville de  Collingwood.